# Castlevania: Harmony of Dissonance
Castlevania: Harmony of Dissonance, in Giappone Castlevania: Byakuya no concerto (キャッスルヴァニア 白夜の協奏曲?, Kyassuruvania: Byakuya no koncheruto, lett."Castlevania: Concerto del Sole di mezzanotte"), è un videogioco a piattaforme sviluppato e pubblicato da Konami per la console portatile Game Boy Advance. È il secondo capitolo della serie Castlevania per tale console. È stato pubblicato in Giappone nel giugno 2002, in Nord America nel settembre 2002 e in Europa nell'ottobre 2002.
Harmony of Dissonance è ambientato nell'universo immaginario della serie di Castlevania, incentrata sull'eterno conflitto tra i cacciatori di vampiri della famiglia Belmont e l'immortale vampiro Dracula. Tale capitolo si concentra sul nipote di Simon Belmont, Juste, e sul suo viaggio alla ricerca di un'amica d'infanzia rapita.
Koji Igarashi ha realizzato Harmony of Dissonance con l'intento di "creare un gioco simile a Castlevania: Symphony of the Night", il gioco per PlayStation acclamato dalla critica da lui precedentemente realizzato. La critica lo ha considerato un gioco divertente con una grafica migliorata rispetto al suo predecessore Castlevania: Circle of the Moon, ma ha criticato la qualità della sua colonna sonora, il sistema dei due castelli, ritenuto confusionario, e la trama. Nel gennaio 2006, Harmony of Dissonance è stato ripubblicato in Nord America e successivamente in Europa, insieme a Castlevania: Aria of Sorrow, come parte del Castlevania Double Pack.

## Trama

### Ambientazione
Castlevania: Harmony of Dissonance è ambientato nel 1748, 50 anni dopo Castlevania II: Simon's Quest e 44 anni prima di Castlevania: Rondo of Blood. Dopo che Simon Belmont, nel capitolo precedente, ha posto fine alla maledizione di Dracula, la popolazione inizia a considerarlo un eroe e cambia opinione sulla sua famiglia, dando vita a un villaggio nella zona. In esso nasce e cresce Juste Belmont, il nipote di Simon, assieme ai suoi amici d'infanzia Maxim Kischine e Lydie Erlanger.

### Storia
Due anni prima dell'inizio del gioco, Maxim Kischine parte per allenarsi dopo che Juste Belmont viene scelto per ereditare la leggendaria frusta del clan Belmont, l'Ammazzavampiri, all'età di sedici anni. Due anni dopo, Maxim torna dalla sua spedizione gravemente ferito e privo di memoria, rivelando che un'amica d'infanzia di Juste e Maxim di nome Lydie Erlanger era stata rapita. Juste e Maxim giungono sul luogo della scomparsa, dove si imbattono in un castello mai visto prima. Juste si precipita nel castello mentre Maxim, promettendo di unirsi a Juste più tardi, rimane all'esterno.
All'interno del castello, Juste incontra la Morte, che conferma che il castello appartiene a Dracula. Durante il viaggio si imbatte più volte in Maxime, che pare essere sul punto di recuperare la memoria e talvolta pare avere personalità multiple. Mano a mano che procede nell'esplorazione, si rende inoltre conto che ci sono due castelli differenti che coesistono: uno è quello vero e proprio, l'altro è quello immaginato da Maxim Kischine.
In seguito Juste apprende che Maxim, desideroso di mettersi alla prova, aveva raccolto i resti di Dracula nel tentativo di sconfiggerlo egli stesso. Prima tuttavia di cadere vittima dell'influenza malvagia di Dracula, aveva nascosto Lydie dietro la sala del trono e cancellato la sua memoria per proteggerla, in quanto il suo sangue avrebbe permesso al Conte di risorgere. Maxim dona quindi a Juste un braccialetto in grado di identificare la fanciulla, ma non riesce tuttavia a salvarla dalla Morte, che riesce a rapirla. Continuando nella ricerca dei due amici, Juste raduna i sei frammenti di Dracula disseminati nella fortezza.
Dopo aver trovato sia Lydie che le reliquie, Juste si confronta di nuovo con Maxim, nuovamente sopraffatto dal fantasma di Dracula. Indossando sia il suo braccialetto che quello di Maxim, Juste riesce a sconfiggere l'amico posseduto e successivamente il vampiro stesso, causando quindi il crollo del castello. Juste, Maxim e Lydie riescono tuttavia a salvarsi e a tornare al proprio villaggio.

## Modalità di gioco

Immagine di gioco

Harmony of Dissonance utilizza uno stile di gioco a scorrimento laterale 2D, simile a molti dei precedenti videogiochi di Castlevania.  L'obiettivo del gioco è guidare il personaggio del giocatore, Juste Belmont, attraverso il castello di Dracula, trovando armi, equipaggiamenti e magie e combattendo contro una grande varietà di nemici e di boss, per poi sconfiggere il Conte in persona. L'ambientazione è suddivisa in due sezioni, dette A e B. Strutturalmente, ogni castello ha per lo più la stessa disposizione delle stanze, ma i tipi di mostri, gli oggetti e altri aspetti variano tra le due versioni. Il giocatore può utilizzare speciali stanze in grado di teletrasportare Juste in altre stanze dello stesso castello e tra castelli differenti. I due edifici sono connessi tra loro; per esempio, la distruzione di un muro in un castello può causare un cambiamento nell'altro. Le reliquie e le chiavi rinvenute all'interno del castello consentono a Juste di raggiungere zone precedentemente inaccessibili. Harmony of Dissonance introduce inoltre lo scatto in avanti, che fa avanzare Juste velocemente. Una caratteristica peculiare di Harmony of Dissonance è la possibilità di raccogliere mobili e oggetti da collezione per arredare una stanza spoglia che Juste trova nel castello.
Juste attacca principalmente da vicino usando la tradizionale frusta della serie, l'Ammazzavampiri. Essa può essere brandita per deviare gli attacchi dei proiettili, come accadeva in Super Castlevania IV. Sono disponibili una varietà di armi secondarie a distanza: acqua santa, un coltello, un libro sacro, una croce, un'ascia e un guanto, ciascuna delle quali può essere combinata con i cinque libri degli incantesimi nascosti in tutto il castello per creare un attacco magico. La combinazione di tali oggetti con i libri degli incantesimi ha un effetto unico.
Harmony of Dissonance fa uso di elementi tipici dei giochi di ruolo. Sconfiggere nemici minori e boss permette di ottenere punti esperienza e salire di livello quando vengono soddisfatti determinati requisiti. aumentando così le sue statistiche. Queste ultime possono essere influenzate anche dagli oggetti ottenuti in giro per il castello o sconfiggendo nemici: per esempio, la Zanna di Vlad aumenta la difesa. Attrezzature sotto forma di modifiche alle armi, armature e accessori possono essere trovate sparse per il castello e contribuiscono alle sue statistiche. Gli oggetti possono anche essere acquistati da un mercante che appare in vari punti del castello.
Terminando il gioco è possibile sbloccare modalità aggiuntive. Per la modalità Boss Rush, il giocatore è tenuto a completare il gioco una volta e può combattere uno dopo l'altro i boss del gioco.  La modalità Maxim richiede al giocatore di finire il gioco con il finale migliore e consente al giocatore di prendere il controllo di Maxim. A differenza di Juste, Maxim non può equipaggiare oggetti e può usare solo la sua spada e lo shuriken gigante (arma secondaria) come armi. Maxim ha la capacità di saltare tre volte e lanciare determinati incantesimi inserendo determinate combinazioni di pulsanti. Terminare con il finale migliore sblocca anche un'opzione per ascoltare la musica del gioco.
Il gioco presenta tre finali diversi, uno cattivo, uno dolceamaro e uno buono. Il finale viene deciso tramite determinate azioni intraprese dal giocatore, ossia in base al castello in cui si svolge lo scontro finale, e se Juste indossa o meno sia il suo braccialetto che quello di Maxime. Nel finale cattivo, che si verifica se Juste non ha equipaggiato i braccialetti e lo scontro finale è nel castello B (quello spirituale e contorto) Lydie viene morsa, e Juste, durante lo scontro con Maxim, posseduto, lo uccide, non riuscendo a salvare nessuno dei due. Se la battaglia finale è nel castello A (materiale) ma Juste non indossa i braccialetti, Maxim, dopo aver perso il controllo del suo lato oscuro, si fa uccidere da Juste, che però riesce a salvare Lydie. In questi finali il boss finale non è Dracula ma Maxim. Per ottenere il finale buono, considerato canonico, Juste deve arrivare allo scontro finale nel castello B e, dopo aver raccolto tutti e 6 i pezzi del Conte sparsi per il castello, deve avere equipaggiato i braccialetti. In questo finale, Maxim torna in sé a causa del potere dei braccialetti e Juste sconfigge Dracula e salva entrambi i suoi amici.

## Colonna sonora
Il 26 giugno 2002, Konami ha pubblicato Castlevania: Circle of the Moon & Castlevania: Concerto of Midnight Sun Original Soundtrack (KMCA-162). Soshiro Hokkai ha composto la colonna sonora di Harmony of Dissonance e Michiru Yamane ha creato la musica di scena aggiuntiva. Igarashi in seguito dichiarò che la qualità della musica era stata sacrificata in favore della grafica.

## Distribuzione
Originariamente previsto per la metà di giugno, Harmony of Dissonance non è stato reso disponibile fino a settembre 2002. È stato pubblicato in Giappone il 6 giugno 2002, in Nord America il 16 settembre 2002 e in Europa l'11 ottobre 2002. Negli Stati Uniti furono vendute circa 126 000 unità nei primi tre mesi d'uscita, ma non ebbe successo in Giappone.
Castlevania: Harmony of Dissonance è stato ripubblicato in Nord America nel gennaio 2006, insieme a Castlevania: Aria of Sorrow, come parte di Castlevania Double Pack. Entrambi i giochi erano contenuti in un'unica cartuccia. Il prodotto giunse poi in Europa nello stesso anno.
Il gioco è stato poi pubblicato sulla Virtual Console di Wii U il 16 ottobre 2014, in Nord America.
Il gioco è stato ripubblicato il 23 settembre 2021 nella Castlevania Advance Collection insieme a Castlevania: Circle of the Moon, Castlevania: Aria of Sorrow e Castlevania: Dracula X per PlayStation 4, Xbox One, Nintendo Switch e Microsoft Windows.

## Accoglienza
| Testata                           | Giudizio |
| --------------------------------- | -------- |
| GameRankings (media al 5-12-2019) | 85,12%   |
| Electronic Gaming Monthly         | 9.67/10  |
| Famitsū                           | 31/40    |
| Game Informer                     | 9,5/10   |
| GamePro                           | 3,5/5    |
| GameSpot                          | 8,2/10   |
| GameSpy                           | 87/100   |
| IGN                               | 9,2/10   |
| Nintendo Power                    | 4,2/5    |
| Play                              | 5/5      |

Al momento della sua uscita, Harmony of Dissonance ha ricevuto recensioni positive da parte della critica in lingua inglese. GameSpot lo ha definito "non solo un bel gioco di Castlevania, ma anche uno degli ultimi migliori giochi per Game Boy Advance'". Pur criticando la perdita di originalità del franchise e osservando che "Harmony of Dissonance copia quasi ossessivamente Symphony of the Night", GamePro lo ha definito "un gioco d'azione divertente e un bel gioco di Castlevania". La grafica migliorata di Harmony of Dissonance, in particolare gli sfondi, gli effetti 3D e i boss hanno ricevuto elogi dai revisori, che li hanno definiti "abbondanti e visivamente sbalorditivi" e "di prim'ordine". Nel 2002 si è classificato al secondo posto per il premio "Miglior grafica su Game Boy Advance" di GameSpot.
La colonna sonora del gioco è stata accolta meno favorevolmente. I critici hanno dichiarato che si trattava della "peggiore colonna sonora di Castlevania", sebbene GameSpot avesse affermato che la musica era "decente" e occasionalmente "adatta o addirittura accattivante", ma non all'altezza delle aspettative della serie. Quest'ultima testata ha in seguito nominato il gioco per il suo premio annuale "Gioco più deludente su Game Boy Advance", citando la musica. IGN ha ritenuto che, sebbene non così spiacevoli, le musiche non erano "così belle come lo erano nelle passate avventure di Castlevania". L'assenza di difficoltà è stata criticata da più punti di revisori, e definita da GamePro il "più grande difetto" del gioco. Tra gli aspetti più negativi sono emersi anche la prevedibilità delle battaglie con i boss, l'area esplorabile ridotta e il design della mappa poco avvincente.